# Mlýnský vrch (Zákupská pahorkatina)
Mlýnský vrch (321 m n. m., německy Mühlberg) je vrch v okrese Česká Lípa Libereckého kraje. Leží asi 2,5 km vjv. od obce Stružnice na příslušném katastrálním území.

## Geomorfologické zařazení
Vrch náleží do celku Ralská pahorkatina, podcelku Zákupská pahorkatina, okrsku Českolipská kotlina, podokrsku Dobranovská kotlina a Manušické části.

## Přístup
Automobilem se dá nejblíže přijet k silnici II/262 severně od vrchu nebo do osady Horní dvůr na západním úpatí. Ze severu na východ vede cesta přes kopec, ne však přes nejvyšší bod.